# سد سیریندهورن
سد سیریندهورن (به لاتین: Sirindhorn Dam) یک سد و نیروگاه برقابی در تایلند است که در Chong Mek واقع شده‌است.